# Mila Hernando
Milagros Hernando Echevarría, más conocida como Mila Hernando (Bilbao, 12 de enero de 1957 - Madrid, 23 de octubre de 2017) fue una diplomática española.

## Vida
Tras licenciarse en Ciencias Políticas y Sociología en la Universidad Complutense de Madrid, ingresó en la carrera diplomática en 1988. Sus primeros destinos fueron Perú y la República Checa. De regreso a Madrid, ocupó el puesto de vocal asesor del Gabinete del Secretario de Estado de política Exterior para la Unión Europea. A los pocos meses fue nombrada jefa de Gabinete del entonces Secretario de Estado de Asuntos Europeos, Ramón de Miguel. Con la llegada de Rodríguez Zapatero, fue nombrada directora general de Planificación y Evaluación de Políticas para el Desarrollo, en la Agencia Española de Cooperación Internacional, lo que le llevó a ayudar a los más pobres. De nuevo en Madrid, ocupó la dirección del Departamento de Política Internacional y Seguridad del Gabinete del presidente del Gobierno.
Con el gobierno de Rajoy, fue nombrada embajadora en el Líbano, entre mayo de 2012 y abril de 2017, siendo la primera mujer en ocupar ese puesto. Durante su estancia en el Líbano, tuvo que hacer frente a la muerte del cabo español Francisco Javier Soria, que falleció por disparos israelíes; y hacerse cargo de la representación diplomática de Siria, cuya embajada fue cerrada al comenzar la guerra civil en aquel país. 
Aquejada de un cáncer, regresó a Madrid, donde ocupó el cargo de embajadora en Misión Especial para Asuntos del Mediterráneo.
Falleció en Madrid el 23 de octubre de 2017. En Beirut se celebró un funeral en su memoria, con asistencia de centenares de personas.